# 今沙栄子
今 沙栄子（こん さえこ）は、ドラマ、映画、舞台で活動中の日本の女優である。北海道出身。

## 人物
愛称：こんちゃん
趣味：パワースポット巡り・ひとりカラオケ・映画鑑賞・漫画。
特技：エレクトーン演奏・日本舞踊（藤間流）・よさこいソーラン・絶叫（※映画『丑刻ニ参ル』出演時に川松尚良監督にスクリーム・クイーン（ 絶叫クイーン ）と呼ばれたことから）
元保育士である。最初は札幌で保育士をしながら、ありとあらゆるオーディションを受け、飛行機で東京に通っていた。
俳優 永妻晃  の愛弟子であり、俳優 志村喬 の孫弟子にあたる。
漫画が好きで暇があれば携帯で漫画を読んでいる。好きな漫画は『るろうに剣心』『BASARA』他
スリーサイズ：B85・W63・H91。靴のサイズ：22.5cm。

## 出演歴

### テレビドラマ
- 陽はまた昇る 最終話第9話（2011年9月、テレビ朝日系列）- 父兄 役
- HUNTER〜その女たち、賞金稼ぎ〜 第6話（2011年11月、関西テレビ・フジテレビ系）- 喫茶店客 役
- 聖なる怪物たち 第1話（2012年1月、テレビ朝日）- 太田由紀似の母親 役[5]
- 遺品の声を聴く男（2012年1月、テレビ朝日）- ウェイトレス 役
- 妄想捜査〜桑潟幸一准教授のスタイリッシュな生活 第3話（2012年2月、テレビ朝日・東映）- 生徒 役
- 恋なんて贅沢が私に落ちてくるのだろうか？ 第1話（2012年3月、フジテレビ）- カップル女 役
- 結婚同窓会 〜SEASIDE LOVE〜 第1話（2012年7月、フジテレビ）- パーティ客 役
- 西村京太郎トラベルミステリー（2012年11月、テレビ朝日）- 婦警 役
- 妖怪女学園 第９話～第11話（2014年12月、千葉テレビ）- 人魚アリフ 役[6]
- オール☆in One - シークレットドリームタイム（仮） 第2,6,8話（2015年7月、テレビ埼玉）- 美咲 役[7]
- ドリームセブン 曰くつきシリーズ 第1話（2016年6月、千葉テレビ）- メグ 役（主演）[8]
- ドリームセブン 曰くつきシリーズ 第8話（2016年8月、千葉テレビ）- 渚 役（主演）[8]
- おかしな刑事(15)（2017年4月6日、テレビ朝日）- 団子屋看板娘 役[9]

### 映画
- 愛を歌うより俺に溺れろ！（2012年8月）- BLAUE ROZENファン 役
- モンスター（2013年4月）- 受付嬢 役
- 丑刻ニ参ル（2015年11月）- 江里 役[10]
- 俺は前世に恋をする（2019年3月23日公開）越坂 円 役[11]

### CM
- アサヒビール「クリアアサヒ」（2011年秋期）- ショップ店員 役
- 日本生命「みらいサポート」（2013年春期）- 買い物客 役
- オリエンタルバイオ企業CM「オリエンタルバイオ〜つながる社員編〜」（2017年1月）- OL 役[12]

### 舞台
- 新撰組伝 ～新章・150年後 最後の武士～（2013年12月／築地本願寺プディストホール）- 原田まさ 役[1]
- 不知森の神石～アル・カポネに出逢ったら～（2015年10月／品川六行会ホール]）- ダリア 役[13]
- 道先案内人 ～ハジメマシテ死神デス。～ （2016年5月／戸野廣浩司記念劇場）エマ・ワトソン 役 [14] [15]
- Dear kir（2016年6月／新宿シアターモリエール）- ハッサク 役[16]
- オサエロ（2016年8月／両国エアースタジオ）- 沢口夏子 役（ヒロイン）[17]
- 十二人の怒れる女（2016年9月／東日本橋アクアスタジオ）- 4号 役[18]
- つかこうへい 作品 熱海殺人事件（2017年1月／東日本橋アクアスタジオ）- 片桐ハナ子 役（ヒロイン） [19]
- HATTORI半蔵III（2017年3月／六行会 品川六行会ホール）- 天津リクオ 役
- HOME〜素晴らしき日の最後の一杯〜（2017年4月／池袋あうるすぽっと）- 真中優子 役[20]
- ずっとここにある小さな塊（2017年5月／阿佐ヶ谷アルシェ）- 山本東子 役（主演）[21]
- 劇団時間制作第十四回公演「普通」（2017年6月／新宿サンモールスタジオ）胡 宇春 役 [22]
- 人魚の墓（2017年9月／新宿SPACE梟門）- 弥生 役（ヒロイン）[23]
- 縁ろず屋×D-RactoRプロデュース公演『DISCUSSION』（2017年12月／Theater 新宿スターフィールド）理香役 [24]
- 英雄学園2〜March of Gods〜 （2018年2月／神奈川県立青少年センターホール）- ジャンヌ・ダリア 役（ヒロイン）[25][26]
- しみくれ#3「静かに笑う」（2018年3月／阿佐ヶ谷アルシェ） - 片山麻美 役（ヒロイン） [27]
- うわの空・藤志郎一座「ふたり芝居縛り」（2025年7月〈予定〉／上野ストアハウス）[28]

### バラエティ
- 爆問パニックフェイス！　ザ・ドッキリ大連発SP（2012年10月、TBS）- 仕掛人 役[1]
- 革命！グラドル新党#16（2014年9月、スカパー！）- ゲスト出演[1][29]
- 走攻☆車楽！ 内コーナーガールズピットイン（2014年12月、テレビ大阪）ゲスト出演[1]

### ラジオ
- グラジタル！（2014年12月、ニッポン放送）- 出演[1]
- Kyo’sプロジェクト Radio（2014年9月/2015年1月、エフエム浦安）- ゲスト出演[1]
- ドリームすちーまー（毎月第3木曜、FM下北沢）- MC出演[1]
- セクシー齋藤のトークファイター（2016年5月、エフエム浦安）- ゲスト出演
- ラジオとラジコ（2017年6月、エフエム浦安）- ゲスト出演

### 雑誌
- 札幌美少女図鑑（準メンバー合格）（2013年7月、フリペーパー）[1][30]
- 週刊SPA！（2014年11月、扶桑社）[1]
- ぼろフォト解決シリーズ030 SONY Cyber-shot RX100 III プロの撮り方（2014年9月、デジタル出版）- 表紙モデル[31] [32]
- FLASH（2015年3月、光文社）[1]
- FLASH（2015年5月、光文社）[1]

### モデル
- フルーティー編集部（2014年8月）[1]
- 東京 Girls Sense（2014年9月）[1]
- バーチャルムービー ぱのかの（2015年3月）[1]

### サイト
- ヒロインコレクション（2014年7月）[1]
- マシェバラ まよバカ新人争奪戦（2014年9月）- 出演（投票ランキング1位）[1][25]
- マシェバラ FLASH写真集争奪戦（2015年3月）- 出演（決勝進出）[1]

### 撮影会
- fresh！撮影会[1]
- Smooth撮影会[1]
- グラ☆スタ！撮影会[1]